# Italo Santelli
Italo Santelli (15. srpna 1866 Carrodano – 8. února 1945 Livorno) byl italský šermíř. V roce 1889 absolvoval vojenskou školu v Římě a od roku 1896 působil jako instruktor šermu v Budapešti. Je označován za tvůrce moderní techniky šermu šavlí a zakladatele úspěšného maďarského týmu v této disciplíně (mezi jeho svěřenci byl např. Aladár Gerevich). Startoval na olympijských hrách 1900, kde byla na program zařazena kategorie mistrů šermu jako výjimka ze zákazu startu profesionálů na olympiádě. Obsadil sedmé místo v šermu kordem a druhé místo v šermu šavlí.
Jeho syn Giorgio Santelli se stal olympijským vítězem v šavli družstev na OH 1920. Na olympiádě v roce 1924 došlo ke konfliktu mezi italským a maďarským šermířským družstvem, v němž se Santelli postavil na stranu Maďarů a italský novinář Adolfo Cotronei ho označil za zrádce vlasti. Santelli ho poté vyzval na souboj, v němž ho úspěšně zastoupil syn Giorgio.
Italo Santelli obdržel maďarský záslužný kříž, je po něm také pojmenováno maďarské jídlo „Santeli-rátotta“ (omeleta s paprikovou klobásou).